# تومونوبو هاياكاوا
تومونوبو هاياكاوا (باليابانية: 早川 知伸) (11 يوليو 1977 في شيميزو كو في اليابان - )؛ هو لاعب كرة قدم ياباني سابق كان يلعب كمدافع.

## وصلات خارجية
- تومونوبو هاياكاوا على موقع رابطة كرة القدم اليابانية للمحترفين (اليابانية)
- تومونوبو هاياكاوا على موقع قاعدة بيانات كرة القدم.إي يو (الإنجليزية)
- تومونوبو هاياكاوا على موقع Soccerway.com (الإنجليزية)
- تومونوبو هاياكاوا على موقع عالم كرة القدم.نت (الإنجليزية)